# Матвеенко, Александр Макарович
Алекса́ндр Мака́рович Матвее́нко (20 августа 1939, Днепродзержинск, Днепропетровская область — 12 января 2021, Москва) — советский и российский авиационный инженер, учёный в области бортовых энергетических систем самолётов и вертолётов, доктор технических наук, академик Российской академии наук, один из ректоров МАИ (1992—2007).

## Биография
Матвеенко сначала поступил в Харьковский авиационный институт, затем, ближе к концу учёбы, перевёлся в Московский авиационный институт (МАИ), который окончил в 1962 году.
По окончании МАИ с 1962 по 1975 годы работал в ОКБ Сухого. С 1975 года перешёл на работу в МАИ. В 1992—2007 годах ректор МАИ.
Область научных интересов Матвеенко связана с оптимальным проектированием бортовых энергетических систем, в основном в части оптимизации параметров гидравлических систем.
30 мая 1997 года был избран членом-корреспондентом, а  22 мая 2003 года — академиком Российской академии наук.
С 2007 года работал советником ректора МАИ.
Александр Макарович Матвеенко умер 12 января 2021 года в Москве. Его прах захоронен в колумбарии на Ваганьковском кладбище Москвы (Секция 63Г).

## Награды и звания
- Премия Правительства Российской Федерации в области науки и техники (1997)[6]; 2003[7]
- Государственная премия Российской Федерации в области науки и техники (29.09.1999)[8]
- Орден «За заслуги перед Отечеством» IV степени (16.08.1999)[8]
- Премия Правительства Российской Федерации в области образования (2007)[9][10]
- Орден «Знак Почёта» (1980)
- Медаль «В память 850-летия Москвы» (1997)
- Почётный авиастроитель СССР[11]
- Лауреат четырёх премий имени 25-летия МАИ: в 1969 году — за разработку методов моделирования гидравлических комплексов летательных аппаратов (ЛА) (3 премия)[12], в 1983 году — за учебник «Проектирование гидравлических систем ЛА» (1 премия, совместно с И. И. Зверевым)[13], в 1987 году — за учебник «Системы оборудования ЛА» (2 премия, большой коллектив авторов)[14], в 2000 году — за учебник «Проектирование зенитных управляемых ракет» (1 премия, большой коллектив авторов)[15]